# Confine tra Grecia e Turchia
Il confine tra la Grecia e la Turchia ha una sezione terrestre in Tracia e una sezione marittima nel Mar Egeo molto frastagliata a causa delle numerose isole greche, alcune delle quali si trovano nelle immediate vicinanze delle coste turche dell'Asia minore.
Il confine terrestre, che ha una lunghezza di 206 km, corre per lo più lungo il fiume Marica, noto in Grecia come Evros, dalla triplice frontiera con la Bulgaria alla foce nel Mar Egeo.

## Localizzazione
Il confine terrestre:
- inizia dalla triplice frontiera tra Bulgaria (Kapitan Andreevo), Grecia (Dikaia) e Turchia (Edirne)
- prosegue lungo il fiume Evros fino alla confluenza col fiume Arda
- risale per un breve tratto il fiume Arda
- prosegue con una linea approssimativamente retta, in direzione sud-est, fino a ritornare sul Marica in prossimità di Bosna (Turchia)
- continua lungo il fiume Marica fino alla foce nel mar Egeo in prossimità di Enez (Turchia)

### Posti di frontiera
I principali posti di frontiera situati lungo l'Evros, tra la Turchia (provincia di Edirne) e la Grecia (prefettura di Evros) sono:
- İpsala (Turchia) e Kipi (Grecia)
- Karaağaç (Turchia) e Kastanies (Grecia)
- stazione ferroviaria di Uzunköprü (Turchia) e quella di Pithio (Grecia).

## Storia

Espansione territoriale della Grecia.

La frontiera fra Grecia e Turchia nasce con la proclamazione del Regno di Grecia nel 1832 sancita dalla Convenzione di Londra del 1832 e dal successivo Trattato di Costantinopoli.
Il primo confine andava dal golfo di Arta sullo Ionio al golfo di Volo sull'Egeo.
Dopo il Congresso di Berlino del 1878 e la Conferenza di Costantinopoli del 1881, la Grecia acquisisce la Tessaglia e il nuovo confine corre a sud di Giannina e del monte Olimpo.
Alla fine delle guerre balcaniche, con il Trattato di Bucarest, la Grecia ottiene l'Epiro e la Macedonia.
Però, dal momento che la Tracia occidentale venne assegnata alla Bulgaria, Grecia e Turchia non ebbero più una frontiera terrestre in comune.
Dopo la prima guerra mondiale, con il Trattato di Sèvres, tutta la Tracia fino alla "linea di Çatalca" passa alla Grecia. La Grecia ottiene anche il protettorato della regione di Smirne in Anatolia.
Dopo la sconfitta della Grecia nella guerra greco-turca, il Trattato di Losanna del 1923 riassegna alla Turchia l'enclave di Smirne e la Tracia orientale. Il confine terrestre non si è più modificato da allora.
Il confine marittimo invece si è modificato a seguito del Trattato di Parigi del 1947 con la cessione del Dodecaneso dall'Italia alla Grecia.